# Cantó de Chilly-Mazarin
El cantó de Chilly-Mazarin és un antic cantó francès del departament d'Essonne, que estava situat al districte de Palaiseau. Comptava amb 3 municipis i el cap era Chilly-Mazarin.
Va desaparèixer al 2015 i el seu territori es va dividir entre el cantó de Savigny-sur-Orge i el cantó de Massy.

## Municipis
- Chilly-Mazarin
- Morangis
- Wissous

## Història
| Data d'elecció                           | Identitat    | Partit        | Qualitat |
| ---------------------------------------- | ------------ | ------------- | -------- |
| 1976-1979                                | Gérard Funès | PS            |          |
| 1979-1998                                | Claude Bigot | Divers droite |          |
| 1998-                                    | Gérard Funès | PS            |          |
| les dades anteriors no són pas conegudes |              |               |          |
|                                          |              |               |          |

## Demografia
| A partir de 1990: Població sense dobles comptes |